# Eu Compro Esta Mulher
Eu Compro Esta Mulher é uma telenovela brasileira produzida e exibida pela TV Globo de 14 de março e 15 de julho de 1966, em 85 capítulos. Substituiu Um Rosto de Mulher e foi substituída por O Sheik de Agadir, sendo a 5ª "novela das dez" exibida pela emissora.
Baseada na radionovela cubana Yo compro esa mujer, de Olga Ruilópez, que sua vez é inspirada no romance O Conde de Monte Cristo, de Alexandre Dumas. Adaptada por Glória Magadan e dirigida por Henrique Martins e Régis Cardoso.

## Sinopse
O impetuoso Frederico Aldama (Carlos Alberto), após terminar seu romance com Bia (Jandira Martini), casa-se com a romântica Maria Teresa (Yoná Magalhães) para vingar-se da família que destruiu seu pai. Aos poucos, seu plano de vingança dá lugar a uma paixão arrebatadora por sua mulher. A perversa Úrsula (Leila Diniz), que faz parte da família que acabou com o pai de Frederico, surge para destruir o amor dele e de Maria Teresa.

## Elenco
- Carlos Alberto - Frederico Aldama
- Yoná Magalhães - Ma. Teresa
- Leila Diniz - Úrsula
- Ziembinski - Dom Rodrigo
- Esmeralda Barros - Zulima
- Cláudio Marzo - Ricardo
- Cléa Simões - Guadalupe
- Jandira Martini - Bia Lopes (Beatriz Lopes)
- Irene Ravache - Helena de Bragança (Lena)
- Luiz Orioni - Alvarez
- Miriam Pires - Matilde
- Paulo Araújo - Garcia
- Renato Consorte - João
- Yara Lins - Dama de azul
- José de Arimathéa - Mauro
- Henrique Martins
- Milton Carneiro
- Sebastião Vasconcelos
- Mauro Mendonça
- Paulo Gonçalves